# Okręg pomorski Kościoła Zielonoświątkowego w RP

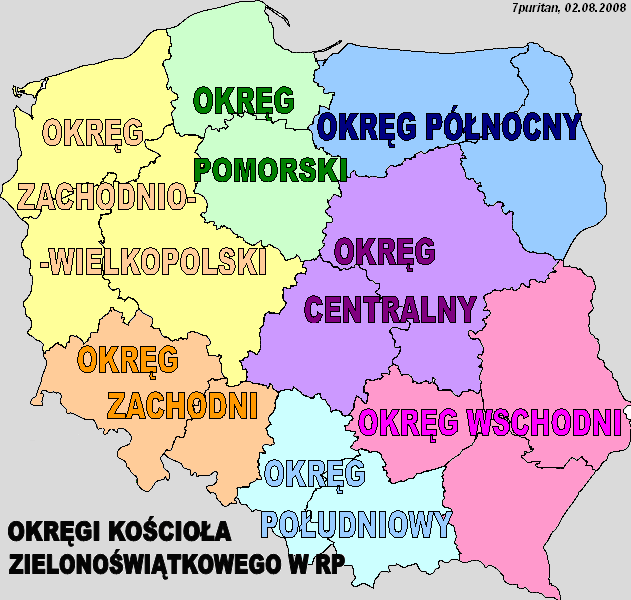
Okręgi Kościoła Zielonoświątkowego w RP

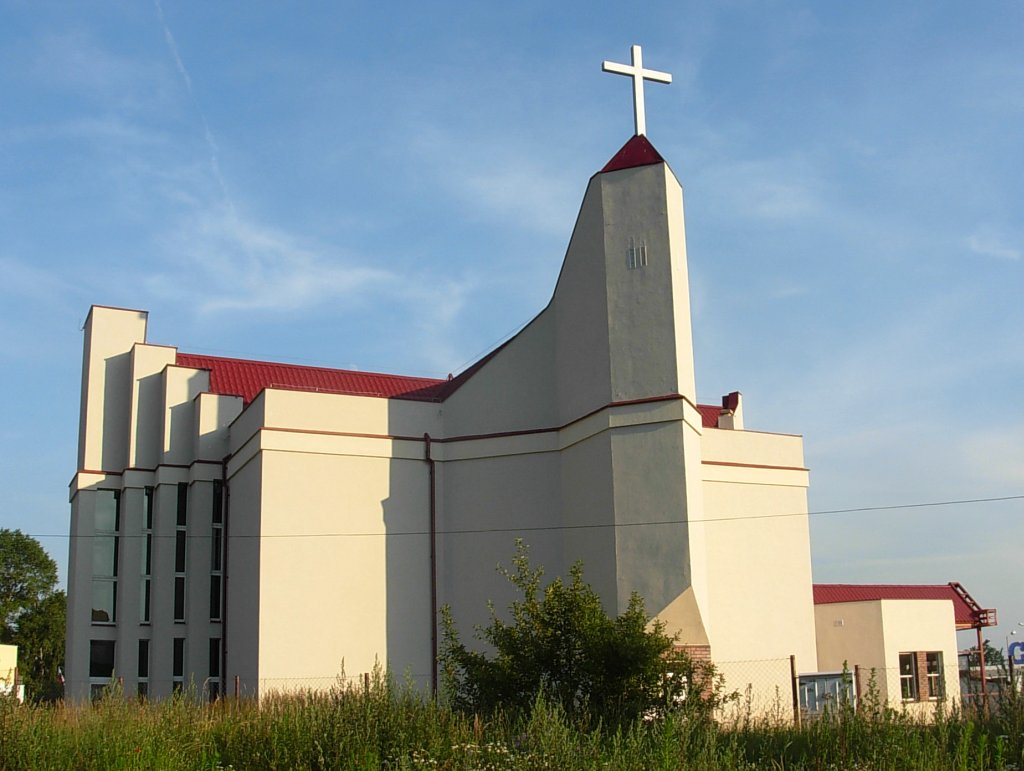
Zbór „Betel” w Bydgoszczy

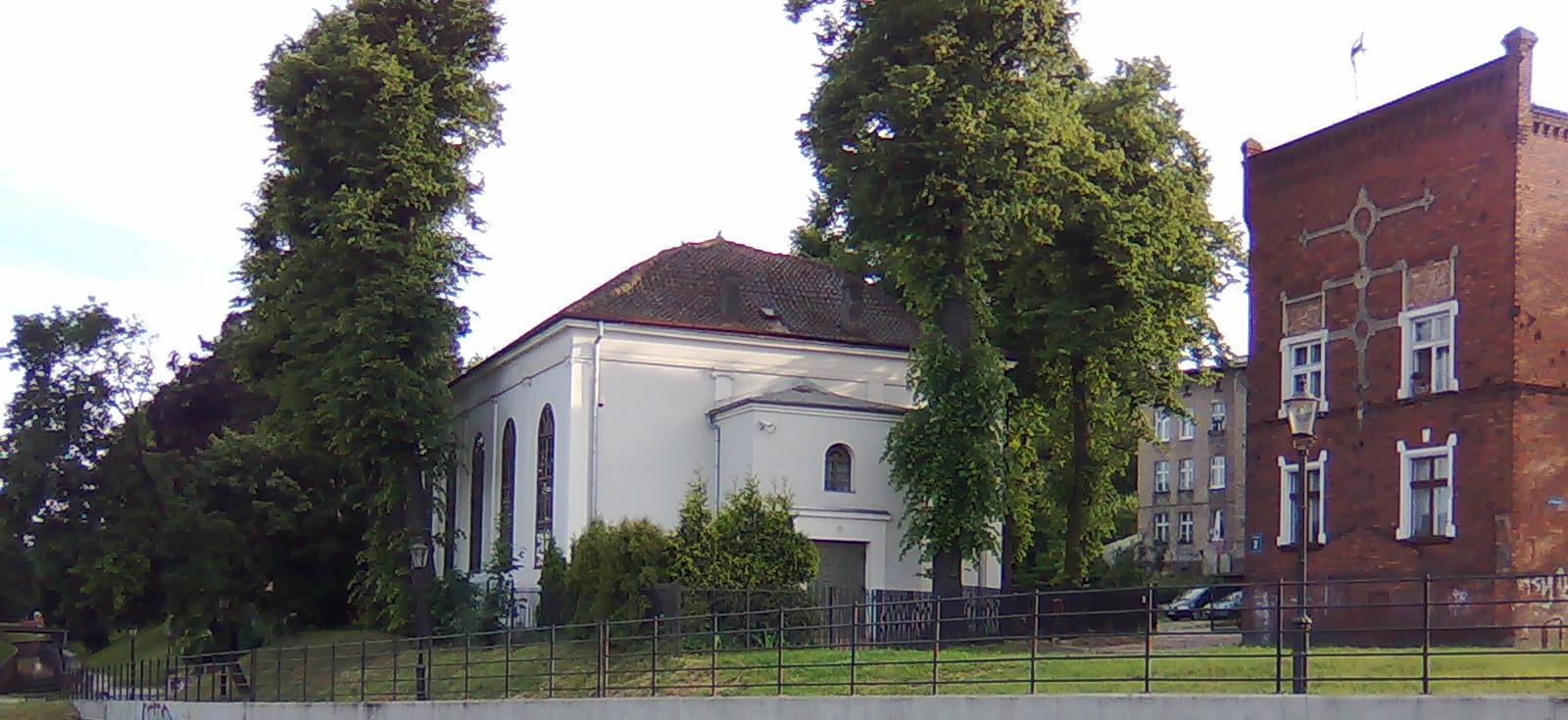
Zbór w Gdańsku

Okręg pomorski – jeden z siedmiu okręgów Kościoła Zielonoświątkowego w RP, obejmujący województwa: pomorskie i kujawsko-pomorskie. Okręg liczy 29 zborów. Prezbiterem okręgowym okręgu pomorskiego jest pastor Józef Wziątek.

## Zbory
Lista zborów okręgu pomorskiego (w nawiasie nazwa zboru):
- zbór w Aleksandrowie Kujawskim
- zbór w Broczynie
- zbór w Bydgoszczy („Betel”)[1]
- zbór w Bydgoszczy („ICF Bydgoszcz”, d. „Kościół dla Ciebie”)[2]
- zbór w Bytowie („Nowe Życie”)
- zbór w Chełmnie[3]
- zbór w Chojnicach[4]
- zbór w Człuchowie[5]
- zbór w Gdańsku („Radość Życia”)[6]
- zbór w Gdańsku („Nowe Życie”)[7]
- zbór w Gdańsku („Kościół Echo”)[8]
- zbór w Gdyni („Koinonia”)[9]
- zbór w Gdyni („Eklezja”)[10]
- zbór w Gdyni („Kościół Port”)[11]
- zbór w Grudziądzu[12]
- zbór w Inowrocławiu („Syloe”)[13]
- zbór w Kościerzynie[14]
- zbór w Kwidzynie
- zbór w Lęborku („Ziarno Nadziei”)[15]
- zbór w Malborku („Pełnej Ewangelii”)[16]
- zbór w Miastku[17]
- zbór w Nowym Dworze Gdańskim
- zbór w Pruszczu Gdańskim („Pojednanie”)
- zbór w Pruszczu Gdańskim ("Nowa Nadzieja w Chrystusie")[18]
- zbór w Rypinie[19]
- zbór w Słupsku[20] („Kościół Chrystusa Wybawiciela”)
- zbór w Świeciu („Szalom”)[21]
- zbór w Tczewie[22]
- zbór w Toruniu
- zbór w Tucholi („Słowo Życia”)[23]
- zbór w Ustce[24]
- zbór w Wejherowie w budynku dworca
- zbór we Włocławku („Maranatha”)